# Engineered materials arrestor system

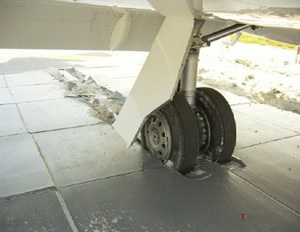
EMAS após ter sido utilizado por uma aeronave

Um engineered materials arrestor system (em português:  Sistema de desaceleração com materiais projetados), engineered materials arresting system (EMAS), ou arrester bed  é um sistema que possui uma superfície de materiais construída no fim de uma pista de pouso e decolagem para reduzir a severidade das consequências de uma excursão de pista. Os materiais projetados são definidos na Advisory Circular No 150/5220-22B da FAA como "materiais de uma força específica de alta absorção, os quais irão confiável e previsivelmente quebrar com o peso de uma aeronave". Enquanto que a tecnologia atual envolve blocos de concreto leves e quebráveis, qualquer material que fora aprovado para cumprir com este documento da FAA pode ser usado como um EMAS. O propósito de um EMAS é parar a aeronave no caso de uma excursão de pista de forma que não causem lesões a pessoas e danos mínimos a aeronave. A aeronave é freada pela perda de energia requerida para quebrar o material do EMAS. Um EMAS é similar em conceito a uma rampa de escape para caminhões, que é feita de cascalho ou areia. Seu objetivo é parar a aeronave que saiu da pista quando não há espaço suficiente para uma área de segurança de fim de pista (em inglês:  Runway Safety Area - RSA) padrão. Várias patentes foram emitidas para a construção e projeto dos materiais e processos.
A Advisory Circular 150/5220-22B detalha que um EMAS pode não ser eficaz para incidentes envolvendo aeronaves com menos de 25 000 lb (11 300 kg) de peso. Ela também clarifica que o EMAS não é o mesmo que uma stopway, que é definida na Advisory Circular 150/5300-13A, Seção 312.
Desde maio de  2017 a Organização da Aviação Civil Internacional (OACI) vem trabalhando para desenvolver uma regulamentação harmonizada sobre tais sistemas.
Os projetos de pesquisa realizados na Europa buscavam identificar o custo-benefício do EMAS. Apesar de sistemas como este terem sido inicialmente instalados em aeroportos onde as áreas de segurança da pista estão abaixo dos padrões, sua habilidade em parar a aeronave com mínimos ou até sem danos à aeronave e seus ocupantes, provou trazer benefícios muito maiores do que o custo de instalação destes sistemas. O último relatório demonstra que o valor economizado durante as 11 primeiro paradas de aeronaves atingiu um valor calculado de 1,9 bilhões de dólares americanos, economizando então mais de 1 bilhão de dólar americano sobre o custo estimado do desenvolvimento (pesquisa, todas as instalações mundo afora, manutenção e reparos, que atingiram um total de de 600 milhões de dólares). O estudo sugere que mitigar as consequências de excursões de pista pelo mundo pode ter um custo-benefício muito melhor do que o foco atual em reduzir a já muito baixa probabilidade da ocorrência.

## Instalações

### Estados Unidos

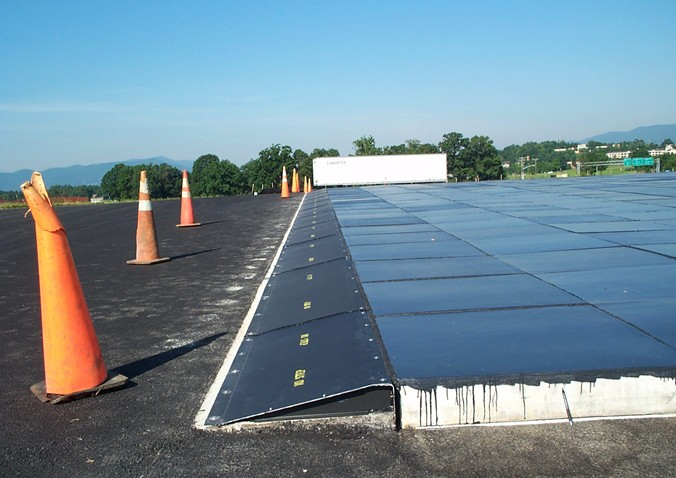
EMAS em construção. O degrau na esquerda da foto é um blast shield.

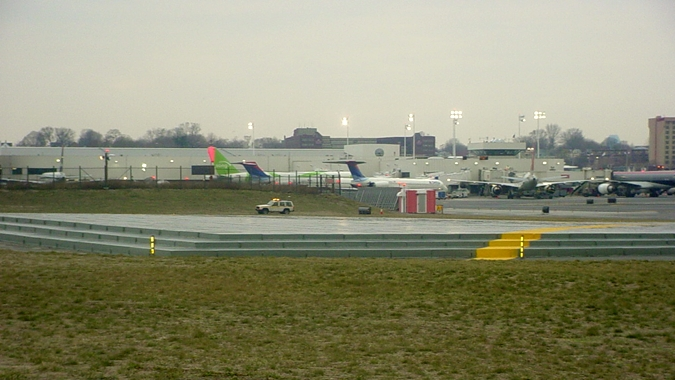
EMAS elevado com degraus para permitir o acesso do pessoal de resgate e evacuação de passageiros

O critério da FAA para o projeto de novos aeroportos incluem áreas de segurança de fim de pista para aumentar a margem de segurança (RSA) e aumentar a margem de segurança no caso de uma excursão de pista e também fornecer um melhor acesso para veículos de resgate. Uma lei federal dos Estados Unidos requeria que o comprimento das RSA nos aeroportos deveria ser de 1 000 ft (305 m) até o final de 2015, em resposta a uma excursão de pista na qual a aeronave parou em uma rodovia no Aeroporto Teterboro em Nova Jérsei. Em aeroportos construídos antes desta lei, a FAA financiava a instalação de EMAS em pistas principais. O comprimento mínimo recomendado de um EMAS é de 600 ft (183 m), dos quais no mínimo 400 ft (122 m) deve consistir de material frangível.
Desde abril de  2019, o EMAS da ESCO está instalado em 112 fins de pista em 68 aeroportos nos Estados Unidos, com planos de instalar 3 sistemas EMAS em 2 aeroportos adicionais. O EMAS da Runway Safe está instalado em 4 fins de pista em um aeroporto nos Estados Unidos.
A FAA descobriu, entretanto, que os pilotos tentam por vezes evitar o EMAS e curvar para as laterais de grama em eventos que ocorrem em baixa energia (entre 30 kn (55,6 km/h) e 40 kn (74,1 km/h)) para evitar virar notícia.

### Outros locais
Dentre as 15 instalações fora dos Estados Unidos, 8 foram realizadas pela Zodiac Arresting Systems (2 na China, 2 em Madrid, 1 em Taiwan, 2 na Noruega e 1 na Arábia Saudita), 6 foram instaladas pela RunwaySafe (1 na Suíça e 3 em departamentos ultramarinos da França, 1 em Reunião e 2 em Mayotte), 1 no Japão e 1 na Alemanha e outro instalado pela Hankge na China.

## Fabricantes aprovados pela FAA
Desde fevereiro de  2018 havia três materiais reconhecidos para o EMAS (de 2 fabricantes pelo mundo) que cumprem com os requisitos da Advisory Circular 150-5220-22B (a FAA deve revisar e aprovar cada instalação do EMAS).
O primeiro e original EMAS foi desenvolvido no meio da década de 1990 pela Zodiac Arresting Systems (então conhecida como ESCO/Engineered Arresting Systems Corp.) como parte de uma colaboração e aceitação técnica pela FAA. O EMASMAX® (quarta geração do EMAS) é composto de blocos de material de concreto leve e frangível, protegidos por um sistema que resiste à exaustão dos motores (jet blast), projetado para parar com segurança as aeronaves que saiam da pista. O último e mais durável EMAS da Zodiac está instalado em mais de 110 pistas em mais de 65 aeroportos distribuídos em três continentes. O EMAS da Zodiac passou por testes intensos, incluindo vários testes com aeronaves em velocidades de até 55 kn (102 km/h) e é o primeiro e único EMAS do mundo que parou com segurança aeronaves em situações reais de emergência em aeroportos comerciais. A Zodiac suspendeu a produção de EMAS nos Estados Unidos pela queda no mercado e competitividade no mercado internacional.
A empresa sueca Runway Safe AB desenvolveu um EMAS de sílica espumada, feita de vidro reciclado e contido em um sistema de plástico de alta resistência ancorado ao pavimento no fim da pista. A sílica espumada é colocada em faixas cobertas com uma camada de cimento e tratadas com um selante.